# Konstituent (lingvistik)
Konstituent är inom syntaktisk analys ett ord eller en grupp ord som fungerar som en enhet inom en hierarkisk struktur. Begreppet är mycket nära släkt med satsdel, i den traditionella satslösningen, och kan ses som en modernare och formellare synonym till detta.
Fraser är ofta konstituenter i en delsats, men delsatser kan också vara inbäddade i en större struktur. Till exempel i delsatsen "Jag hörde inte vad du sa" är bisatsen "vad du sa" inbäddad i huvudsatsen och är syntaktiskt dess objekt; detta kan demonstreras genom att ersätta "vad du sa" med "det" vilket ger resultatet "Jag hörde inte det".'

## Konstituentprov: Utbyte
Genom att använda "det" istället för "vad du sa" kan man genom utbyte bestämma vad konstituenten är. Detta är ett av testen som används för att bestämma den interna strukturen i en mening, till exempel för att bestämma dess konstituenter. Ersättning av denna typ använder ofta pronomen såsom "han", "det", "där", "här" etc. istället för en fras eller delsats. Om en sådan ändring ger en grammatisk mening där den generella strukturen inte ändrats, då kan man konstatera att de utbytta orden är en konstituent. Exempel:
Vem är mannen som sover i bilen?
Vem han? (ogrammatiskt)
Här är ett ord för mycket borttaget.
Vem är mannen som sover i bilen?
Vem är han?
Meningen är grammatisk och "mannen som sover i bilen" har bytts ut mot "han".
Den ogrammatiska formen på det första bytet jämfört med det andra visar att "mannen som sover i bilen" är en konstituent.